# Gare de Montsûrs
Gare de Montsûrs – przystanek kolejowy w Montsûrs, w departamencie Mayenne, w regionie Kraj Loary, we Francji.
Jest stacją Société nationale des chemins de fer français (SNCF), obsługiwanym przez pociągi TER Pays de la Loire kursujących między Le Mans, Laval i Rennes.